# 杉树乡 (宁南县)
杉树乡，是中华人民共和国四川省凉山彝族自治州宁南县曾经下辖的一个乡。2019年12月，撤销杉树乡，原杉树乡所属行政区域为俱乐镇的行政区域。

## 行政区划
杉树乡撤销前下辖以下地区：
湾地村、冉坡村、营盘村、尖山村和漆树村。